# The Black Crown
The Black Crown es el tercer álbum de estudio de larga duración de la banda de deathcore Suicide Silence. Publicado bajo el sello discográfico Century Media Records, fue lanzado al mercado el 12 de julio de 2011. El material cuenta con la producción de Steve Evetts y es el último material de la banda que cuenta con la participación del vocalista Mitch Lucker, quien falleció el 1 de noviembre de 2012.

## Contexto
Luego de la buena recepción crítica de No Time to Bleed, a principios de 2011, Suicide Silence comenzó la preparación para su tercer disco de larga duración en Big Bear, California bajo la producción de Steve Evetts. Durante marzo, el grupo tuvo una presentación en el Metalfest de California, y una semana después en los Festivales Extreme Thin en Nevada, en ambas presentaciones, la agrupación confirmó que el nombre del material sería The Black Crown. Para ese entonces se encontraban trabajando en títulos como "Cancerous Skies", "Human Violence" y "Fuck Everything". En una entrevista hecha para Kerrang!, Lucker reveló que la temática lírica del álbum abogaba por conceptos más personales que en No Time to Bleed cuyo orden fue ser de temáticas más antirreligiosas junto con The Cleansing. Lucker explicó "Sigo teniendo las mismas creencias y visiones, pero soy mucho más abierto a todo. En este punto de mi vida, no veo razón alguna para odiar a la gente por algo que dice. Este álbum [The Black Crown] es para todos." Las composiciones para este álbum se arrojaron en una temática que, en perspectiva de Lucker:

El álbum resultaba muy personal, mucho de esto tiene que ver simplemente con vivir la vida. Sabes, solo se tiene una oportunidad, así que hay que vivirla. Solo se vive una vez. No dejar que las cosas te presionen. Estamos aquí temporalmente, y si vivimos nuestra vida preocupados por algo en si, tenderemos una vida totalmente miserable. No vivir para el mañana , si no vivir nuestro hoy.

## Temas líricos
El vocalista Mitch Lucker reveló que las controvertidas letras antirreligiosas que se incluyeron en los álbumes anteriores de Suicide Silence no se incluirían en The Black Crown. Cuando Kerrang! le preguntó, Lucker reveló que los temas líricos del álbum incluirían más temas personales que No Time to Bleed tenía en concepto. Lucker explicó: "No estoy tratando de menospreciar las creencias de las personas, se trata de mí y de mi vida. ¡Esta es mi cabeza abierta y derramada sobre el papel! Todavía tengo las mismas creencias y puntos de vista, pero soy más abierto a todo". También añadió: "En este momento de mi vida, no veo nada bueno en hacer que la gente te odie por algo que dices. Este disco es para todos"

## Portada
La portada de The Black Crown fue diseñada por Ken "K3N" Adams, quien diseña las ilustraciones de los álbumes de Lamb of God, así como de muchos otros artistas como Coheed and Cambria y 88 Fingers Louie. The Black Crown se lanzó en varias ediciones, como el CD estándar, el vinilo (limitado a 1000), la caja de edición de lujo, la edición limitada de Digipak, la versión hot topic y un disco de imágenes.

## Lista de canciones
Todas las letras escritas por Mitch Lucker, toda la música compuesta por Suicide Silence. 
| N.º | Título                                                                    | Duración |  |
| 1.  | «Slaves to Substance»                                                     | 3:28     |  |
| 2.  | «O.C.D.»                                                                  | 3:20     |  |
| 3.  | «Human Violence»                                                          | 3:48     |  |
| 4.  | «You Only Live Once»                                                      | 3:13     |  |
| 5.  | «Fuck Everything»                                                         | 4:34     |  |
| 6.  | «March to the Black Crown»                                                | 1:31     |  |
| 7.  | «Witness the Addiction» (featuring Jonathan Davis of Korn)                | 5:32     |  |
| 8.  | «Cross-Eyed Catastrophe» (featuring Alexia Rodriguez of Eyes Set to Kill) | 3:25     |  |
| 9.  | «Smashed» (featuring Frank Mullen of Suffocation)                         | 3:07     |  |
| 10. | «The Only Thing That Sets Us Apart»                                       | 4:11     |  |
| 11. | «Cancerous Skies»                                                         | 3:15     |  |

| iTunes edition bonus tracks |                                 |          |  |
| N.º                         | Título                          | Duración |  |
| 12.                         | «Superbeast» (Rob Zombie cover) | 3:40     |  |

| Century Media Exclusive Limited Version |                   |          |  |
| N.º                                     | Título            | Duración |  |
| 12.                                     | «Revival of Life» | 4:07     |  |

### Posiciones
| Listados                          | Posición máxima |
| --------------------------------- | --------------- |
| U.S. Billboard 200                | 28              |
| U.S. Billboard Rock Albums        | 7               |
| U.S. Billboard Independent Albums | 6               |
| U.S. Billboard Hard Rock Albums   | 3               |

## Personal
Suicide Silence
- Chris Garza – guitarra rítmica
- Mark Heylmun – guitarra líder
- Dan Kenny – bajo
- Alex Lopez – batería
- Mitch Lucker– vocales